# Syrah

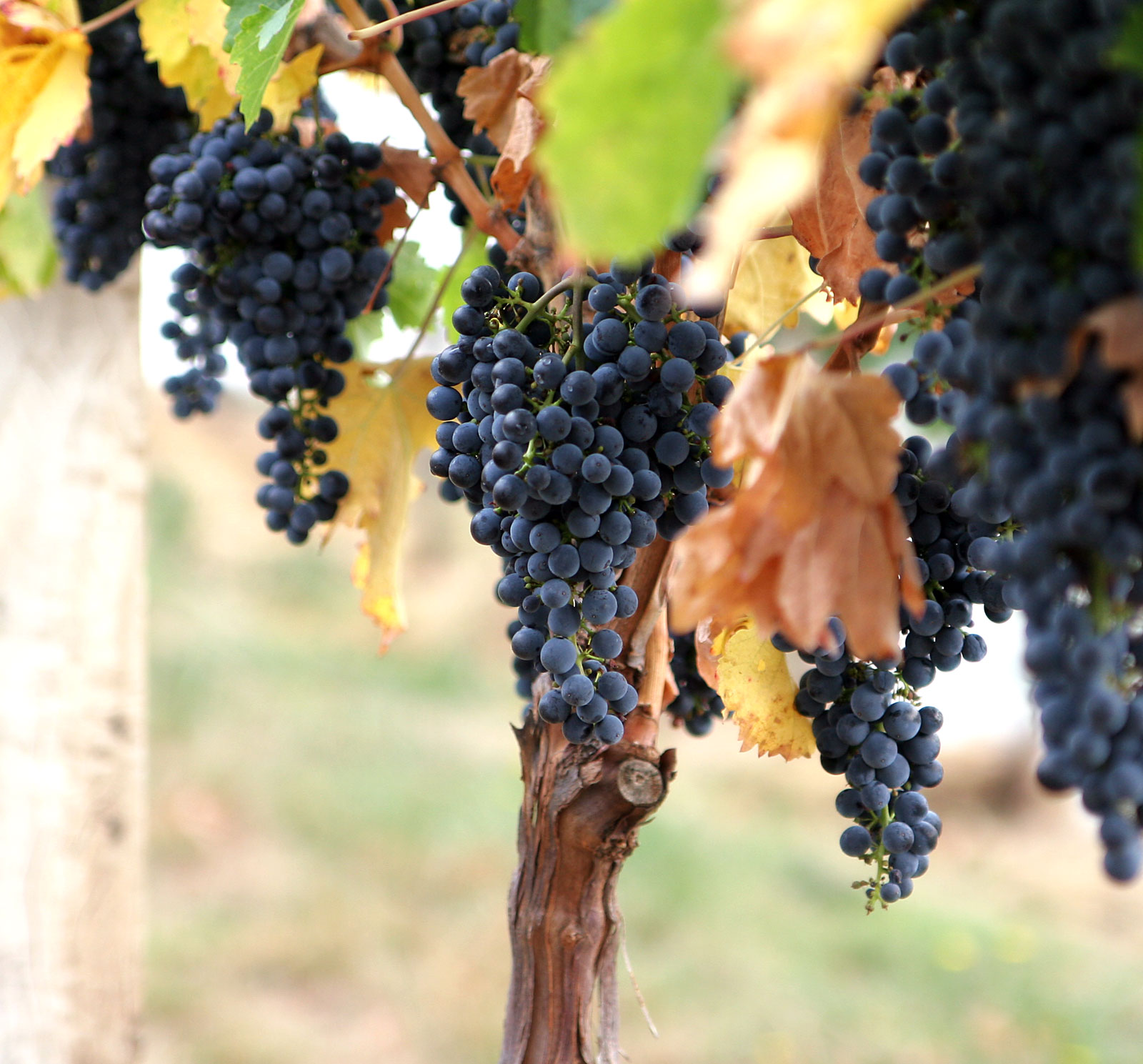
Ciorchini de strugure

Shiraz sau Syrah este un soi de strugure negru provenit din vitis vinifera (vița-de-vie) folosit în procesul de fabricație a vinului. Locul în care Syrah strălucește în toată măreția sa este Valea Ronului din Franța. Din punct de vedere genetic nu sunt diferențe dintre Syrah și Shiraz. În Franța precum și o mare parte din Statele Unite ale Americii varietatea este numită Syrah,
iar in Australia, Africa de Sud și Canada este numită Shiraz. Până nu demult, în Australia purta denumirea de Hermitage. 

## Scurt istoric
Din punct de vedere al originii, există câteva variante universal acceptate de către societatea enologică. Anumite persoane susțin că numele Shiraz provine de la localitatea Shiraz din Iran, unde se crede că își are originea procesul de vinificare și vinul însuși. O altă părere este că a fost adus de către romani din Syracusa (Sicilia) in Valea Ronului, cu 300 de ani î.e.n. O ultimă ipoteză, susține că Syrah este un strugure nativ al Franței, fiind o încrucișare între varietățile (obscure de altfel) Dureza și Mondeuse Blanche, fapt confirmat din punct de vedere genetic de studiile ADN efectuate în anul 1998 la Institutul de Cercetare a Vinului din Australia. Oricare i-ar fi originile, se știe cu certitudine că în secolul al XIII-lea e.n. era bine stabilit în comuna Tain-l'Hermitage din Valea Rhône-ului.

## Caracteristici

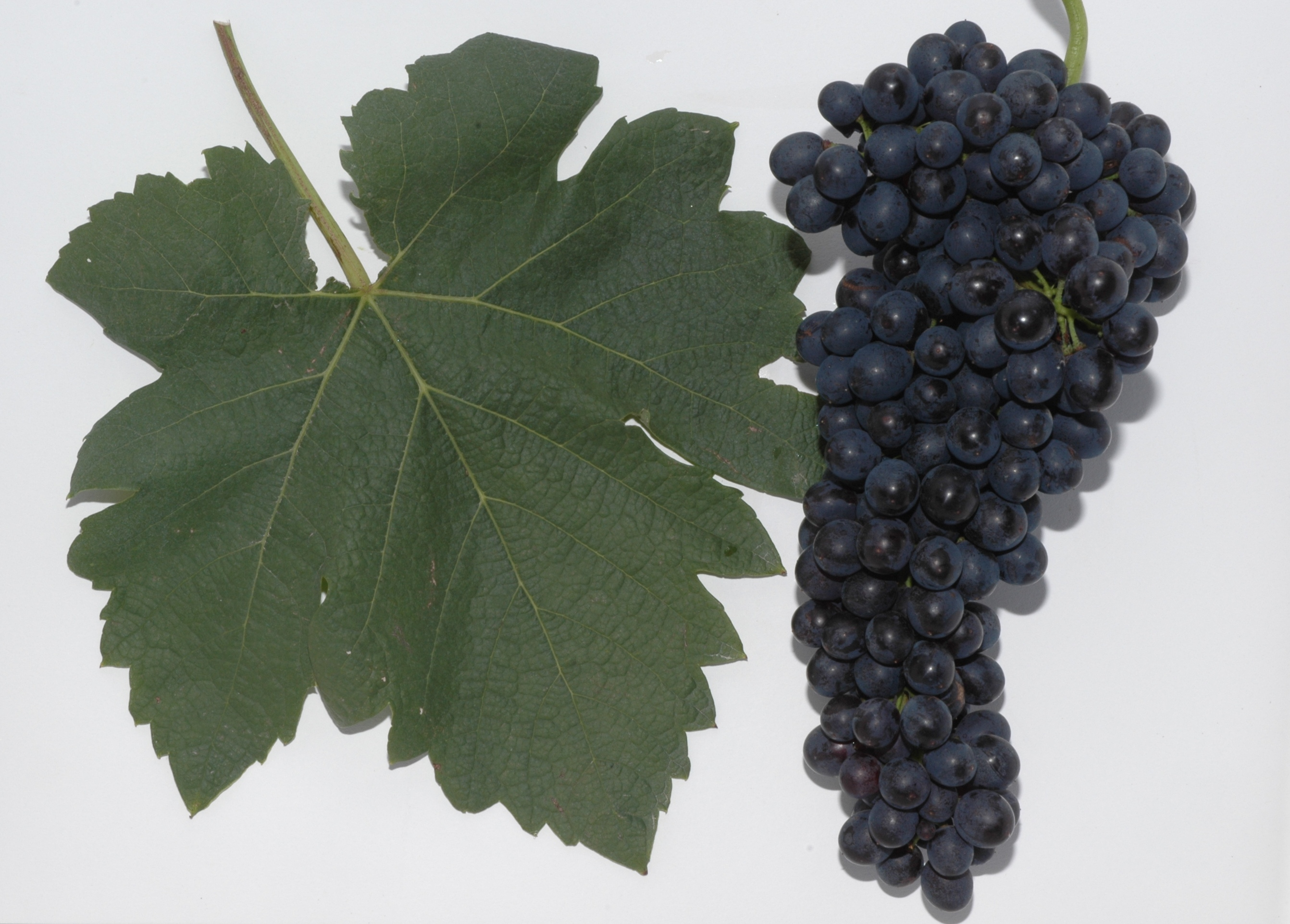
Syrah - strugure.

Syrah este un vin roșu de masă, sec, cu un minunat buchet floral, cu note de fructe negre de pădure, condimente, ciuperci, fum, tutun. Densitatea sa este peste medie, de obicei cu un înalt nivel de acid tanic, ceea ce îl face un perfect partener al mâncarurilor condimentate, și al cărnii de miel și vânat, de preferință marinat în vin roșu cu piper negru sau semințe de muștar picant. În procesul de vinificație, de obicei trece foarte bine ca strugure de sine stătător, însă este foarte des combinat cu alte varietăți ale vitis vinifera, de obicei Cabernet Sauvignon, Merlot, Grenache, Mourvedre, și Viognier, având ca rezultat un vin de o eleganță și o longevitate fenomenală.

## Zone de productie
În general, Syrah este asociat cu nordul Văii Ronului, având apelațiunea localităților Hermitage și Côte-Rôtie. Fiind un vin foarte flexibil, buchetul său poate fi caracterizat oricum, de la un vin modest pâna la o explozie de fructe și flori în diferite locuri de pe glob, cum ar fi Africa de Sud, America sau Australia. Africa de Sud a fost de fapt prima țară din "Lumea Nouă" care a cultivat Syrah începând cu anul 1650, însă din păcate această varietate nu a fost niciodată apreciată la adevarata sa valoare, rămânând în obscuritate. Când a ajuns însă în Australia, la sfârșitul secolului al XVIII-lea, a devenit rapid cea mai plantată varietate de vitis vinifera. Unul dintre cele mai notabile nume in Australia din punct de vedere al producției și promovării varietății Shiraz este Penfolds Shiraz, etichetă creată de un medic englez emigrant pe nume Christopher Rawson Penfolds în ultima jumătate a secolului al XVIII-lea. Primele mențiuni ale Syrah-ului pe teritoriul Statelor Unite ale Americii, datează din 1878, în California. Existența sa rămâne însă în umbră până la începutul anilor 1990, când este remarcat de tânăra și ambițioasa viticultură americană, reușind să-și mărească aria de plantație de aproximativ 100 de ori până în anul 2002, cu 101.500 tone culese. Nu trebuie confundat cu varietatea Petit Sirah, care are o structură genetică total diferită, fiind un derivat al varietății Durif. 
Acest soi se cultivă și pe teritoriul României, în județul Constanța, pe Domeniile Ostrov.